# Jelena Felixowna Kon
Jelena Felixowna Kon (* 4. März 1893 in Jakutsk; † 15. Januar 1968 in Moskau) war eine sowjetische Publizistin und Literaturkritikerin.

## Leben
Kon war eine Tochter des Revolutionärs Feliks Kon. 1915 wurde sie Mitglied der Bolschewiki. Sie nahm an der Oktoberrevolution und am Russischen Bürgerkrieg teil. Am 9. August 1918 fiel ihr Ehemann Grigori Alexandrowitsch Ussijewitsch im Kampf. 1928 veröffentlichte sie erste Arbeiten, 1932 schloss sie ihr Studium am Institut der Roten Professur ab.

## Werke (Auswahl)
- Wladimir Majakowski (1950)
- Wanda Wasilewska (1953)
- Пути художественной правды (Wege der künstlerischen Wahrheit) (1958)